# Academia Sinica

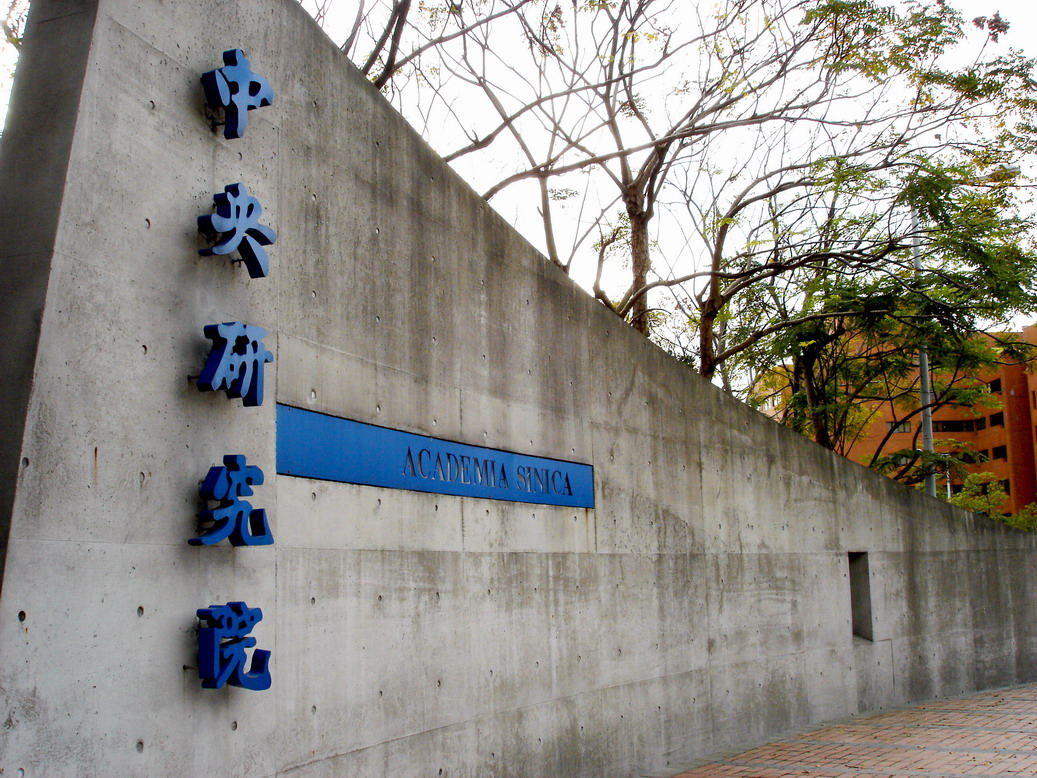
Academia Sinica hiện nay tại Đài Loan.

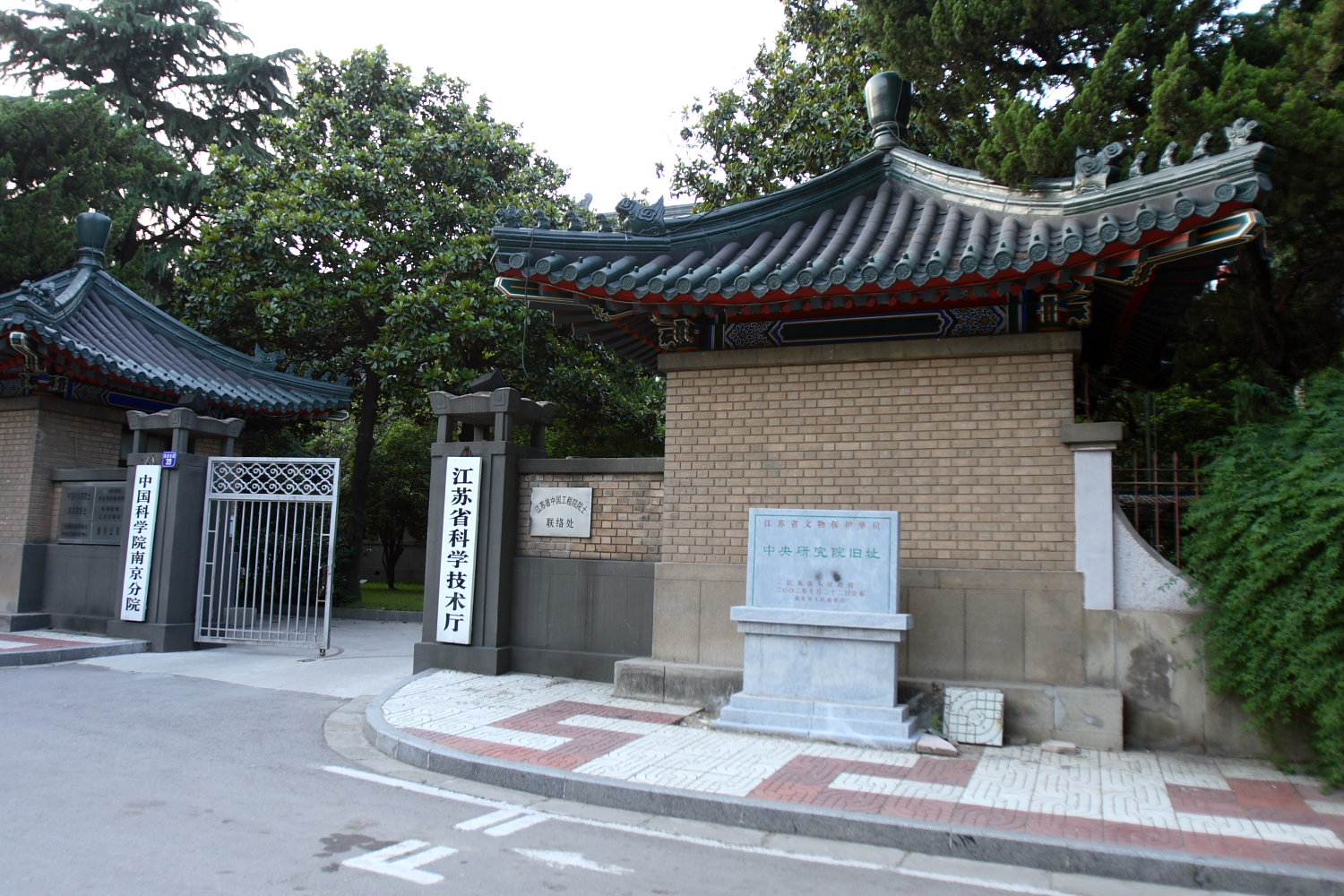
Academia Sinica trước đây tại Nam Kinh, Trung Quốc.

Academia Sinica, viết tắt AS (chữ Hán: 中央研究院, nghĩa đen là Viện Hàn lâm Nghiên cứu Trung ương), hay Viện Hàn lâm Khoa học Đài Loan, là viện hàn lâm quốc gia của Đài Loan.
Academia Sinica hỗ trợ các hoạt động nghiên cứu trong nhiều lĩnh vực khác nhau, từ các khoa học toán học và vật lý, đến khoa học đời sống, và khoa học nhân văn và xã hội. Là một viện giáo dục, viện cung cấp chương trình đào tạo tiến sĩ và học bổng thông qua chương trình đào tạo quốc tế tiếng Anh của Đài Loan về sinh học, nông nghiệp, hóa học, vật lý, tin học, khoa học Trái Đất và môi trường .
Academia Sinica được xếp hạng 144 trong Chỉ số Nature Publishing Group năm 2014 nhóm "Global Top 200" , và thứ 22 trong xếp hạng Các viện nghiên cứu sáng tạo nhất thế giới của Reuters .
Academia Sinica hiện có trụ sở tại quận Nam Cảng, Đài Bắc. Chủ tịch đương nhiệm là James C. Liao đảm trách từ năm 2016.